# Berczik Sára
Berczik Sára, Pap Lászlóné, született Pollacsek Margit Mária Sarolta (Miskolc, 1906. január 18. – Budapest, 1999. február 25.) magyar mozdulatművész, koreográfus, zene- és táncpedagógus, művészi torna mesteredző

## Életpályája
Pollacsek Margit Mária Sarolta néven született (1933-ban nevet változtatott), jászói Berczik Mária Amália primadonna és Perczel (Pollacsek) Oszkár (Budapest, 1877. 02. 22. – Budapest, 1947. 01. 06.) színésznek, a vidéki színészkamara elnökének lányaként.
Édesanyja korai halála (1911. 04. 06.) után 5 évesen a debreceni nagynénihez, későbbi nevelőanyjához, lovag Chylinsky Györgyné Perczel (Pollacsek) Karolához (Budapest, 1880. 02. 20. – Debrecen, 1939. 11. 22.) került, aki a Budapesti Operaházban végzett pedagógus, a hazai mozdulatművészet vezető egyénisége volt.
1912-1921 között Perczel Karola és Nirschy Emília tanítványa volt, majd Ausztriában Ellen Tells, Valeria Kratina, Grete Wiesenthal és mások voltak mesterei.
1922-től önálló modern táncművészeti esteket adott Budapesten, vidéken és Romániában is, mely önálló estekkel a modern tánc, a mozdulatművészet irányában kötelezte el magát.
1926-ban elvégezte a Zeneakadémia zongora- és 1931-ben az énektanár-szakát, majd 1932-ben mozdulatművészeti diplomával a kezében iskolát nyitott. Első növendékeit Perczel Karolától örökölte, de sokan a Zeneakadémiáról és színiiskolákból is járni kezdtek hozzá. Ezekben az években kötött házasságot is (1935. 03. 22. Budapest VI.) Pap László János Béla magyar kir. rendőrszázadossal (1898. 03. 24. Füzesabony – 1958. 08. 04. Budapest XII.)

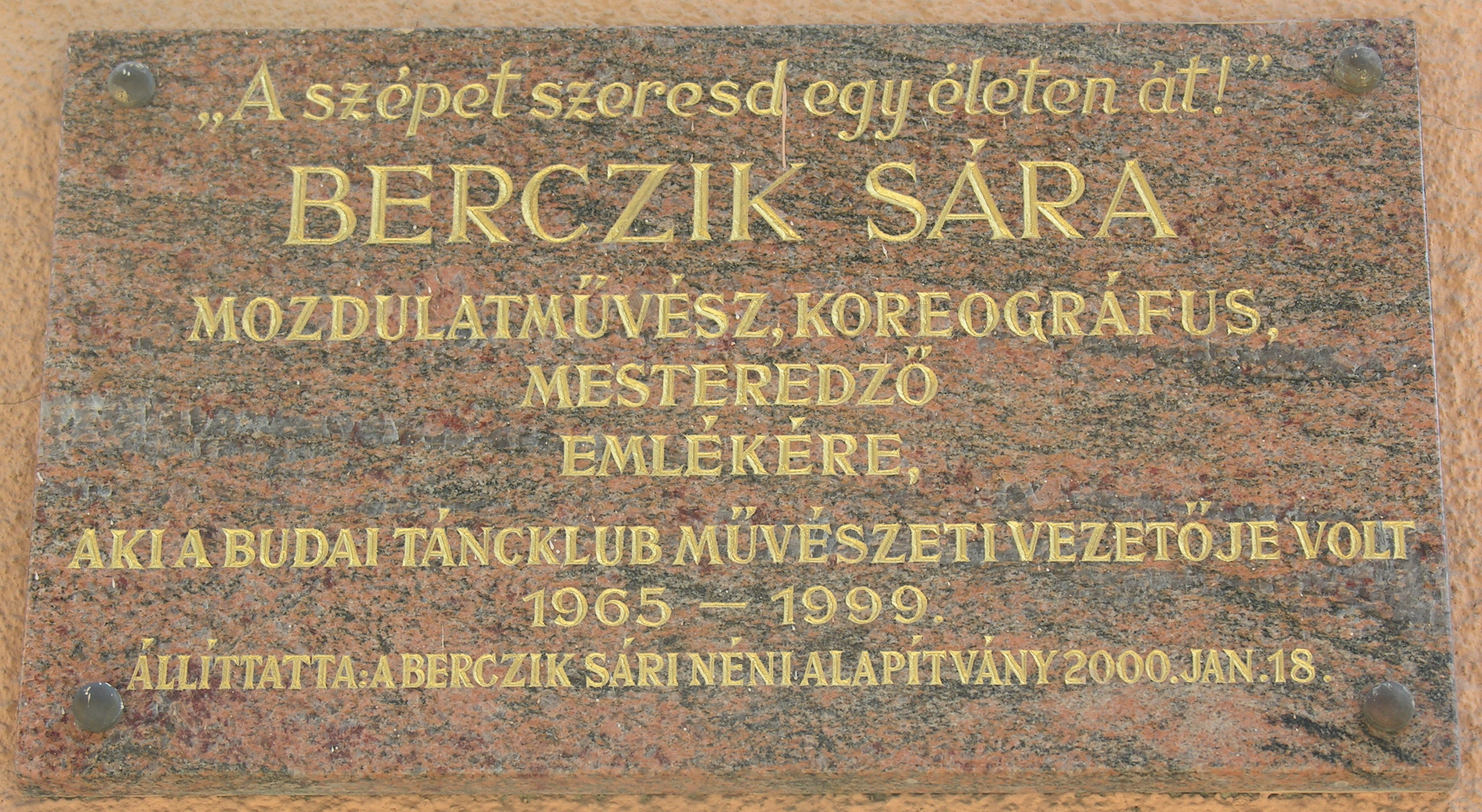
Berczik Sára emléktáblája a Budai Táncklub épületén

1948–1951 között a Fővárosi Varieténél dolgozott. A mozdulatművészeti tevékenység betiltása után a Testnevelési Főiskolára került, mint művészeti vezető tanár. Itt nevéhez fűződik a ritmikus sportgimnasztika hazai megteremtése. 1951-1953 között kitelepítették Öcsödre és Füzesabonyba férje tiszti múltja miatt. 1953-tól 1972-ig a magyar női tornászválogatott koreográfusa volt.
1959–1963 között az I. kerületi táncművészeti iskolában dolgozott. Ezt követően a magyar ritmikus sportgimnasztika válogatott edzője és koreográfusa lett. Emellett az Újpesti Dózsában is dolgozott edzőként. 1978-tól 1983-ig a Szolgáltató Építők Spartacus vezetőedzője volt. Ezenkívül a Színház- és Filmművészeti Főiskola mozdulatművészeti tanára volt.
1989–1990-től rendszerét modern táncpedagógus-képző tanfolyamokon adta tovább.

## Könyvei
- A nő harmóniája (1988)

## Díjai, elismerései
- A Testnevelés és Sport Kiváló Dolgozója[3]
- Magyar Népköztársasági Sportérdemérem bronz fokozat (1964)[4]
- Budapest II. kerület díszpolgára (2017)[5]